# 松林和雄
松林 和雄（まつばやし かずお、1962年6月28日 - ）は、山口県玖珂郡玖珂町出身の元プロ野球選手（外野手）。右投げ両打ち。

## 来歴・人物
柳井商業高から、1980年のプロ野球ドラフト会議で広島東洋カープから3位指名を受け入団。プロ入り後にスイッチヒッターに転向する。
プロ8年目の1988年に一軍初出場を果たし、6月には左翼手として2試合に先発出場。この年はウエスタンリーグで盗塁王を獲得。
1990年に福岡ダイエーホークスに移籍。6月にはチャンスメーカーとして9試合に先発、一番打者としても2試合に起用され、6月5日のオリックス戦で松永浩美とともに両軍先頭打者本塁打を記録したが以降は打撃面で結果を残せず同年限りで引退した。

## 詳細情報

### 年度別打撃成績
| 年 度     | 球 団     | 試 合 | 打 席 | 打 数 | 得 点 | 安 打 | 二 塁 打 | 三 塁 打 | 本 塁 打 | 塁 打 | 打 点 | 盗 塁 | 盗 塁 死 | 犠 打 | 犠 飛 | 四 球 | 敬 遠 | 死 球 | 三 振 | 併 殺 打 | 打 率 | 出 塁 率 | 長 打 率 | O P S |
| --------- | --------- | ----- | ----- | ----- | ----- | ----- | -------- | -------- | -------- | ----- | ----- | ----- | -------- | ----- | ----- | ----- | ----- | ----- | ----- | -------- | ----- | -------- | -------- | ----- |
| 1988      | 広島      | 6     | 10    | 8     | 3     | 1     | 0        | 0        | 0        | 1     | 0     | 1     | 0        | 0     | 0     | 1     | 0     | 1     | 1     | 1        | .125  | .300     | .125     | .425  |
| 1989      | 広島      | 20    | 11    | 10    | 6     | 2     | 0        | 1        | 1        | 7     | 1     | 3     | 1        | 1     | 0     | 0     | 0     | 0     | 5     | 0        | .200  | .200     | .700     | .900  |
| 1990      | ダイエー  | 12    | 32    | 25    | 4     | 4     | 2        | 0        | 1        | 9     | 4     | 0     | 1        | 4     | 0     | 3     | 0     | 0     | 9     | 0        | .160  | .250     | .360     | .610  |
| 通算：3年 | 通算：3年 | 38    | 53    | 43    | 13    | 7     | 2        | 1        | 2        | 17    | 5     | 4     | 2        | 5     | 0     | 4     | 0     | 1     | 15    | 1        | .163  | .250     | .395     | .645  |

### 記録
- 初出場：1988年6月21日、対中日ドラゴンズ12回戦（福山市民球場）、6回裏に白武佳久の代打として出場
- 初先発出場：1988年6月25日、対横浜大洋ホエールズ9回戦（福島県営あづま球場）、6番・左翼手として先発出場
- 初安打：同上、2回裏に欠端光則から
- 初本塁打・初打点：1989年8月11日、対ヤクルトスワローズ16回戦（広島市民球場）、7回裏に長嶋清幸の代打として出場、矢野和哉からソロ

### 背番号
- 52 （1981年 - 1984年、1990年）
- 15 （1985年 - 1987年）
- 55 （1988年 - 1989年）